# Автошлях E42

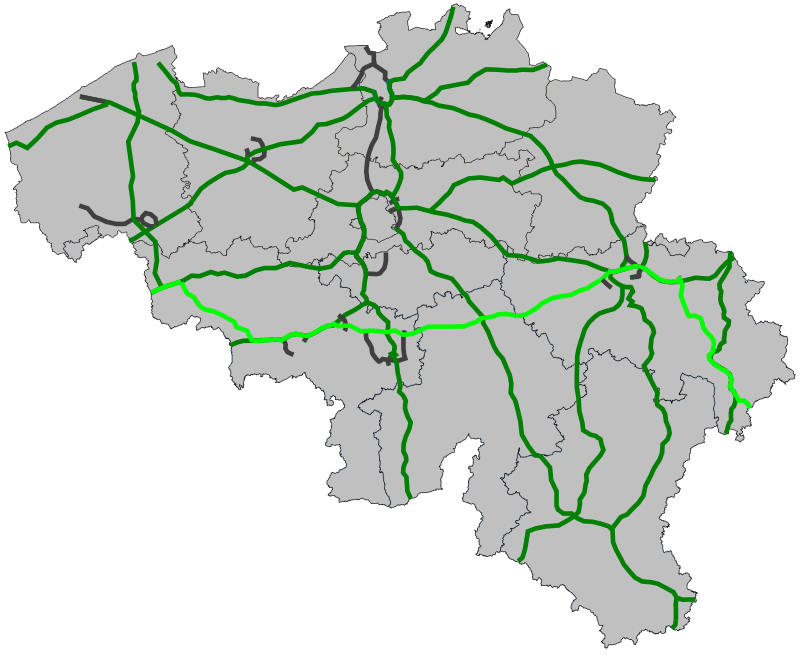
Схема маршруту Е42 в Бельгії

Європейський маршрут Е42 — європейський автомобільний маршрут категорії А, що з'єднує міста Дюнкерк (Франція) й Ашаффенбург (Німеччина). Довжина маршруту — 680 км.

## Міста, через які проходить маршрут
Маршрут Е42 проходить через 3 європейські країни:
- : Дюнкерк — Лілль —
- : Монс — Шарлеруа — Намюр — Льєж —  Сен-Віт —
- : Віттл — Бинген-на-Рейні — Вісбаден — Франкфурт-на-Майні — Ашаффенбург

Е42 перетинається з маршрутами
|  | - E19 - E420 - E411 - E25 |  | - E40 - E46 - E313 - E421 |  | - E31 - E35 - E451 - E41 |

## Фотографії

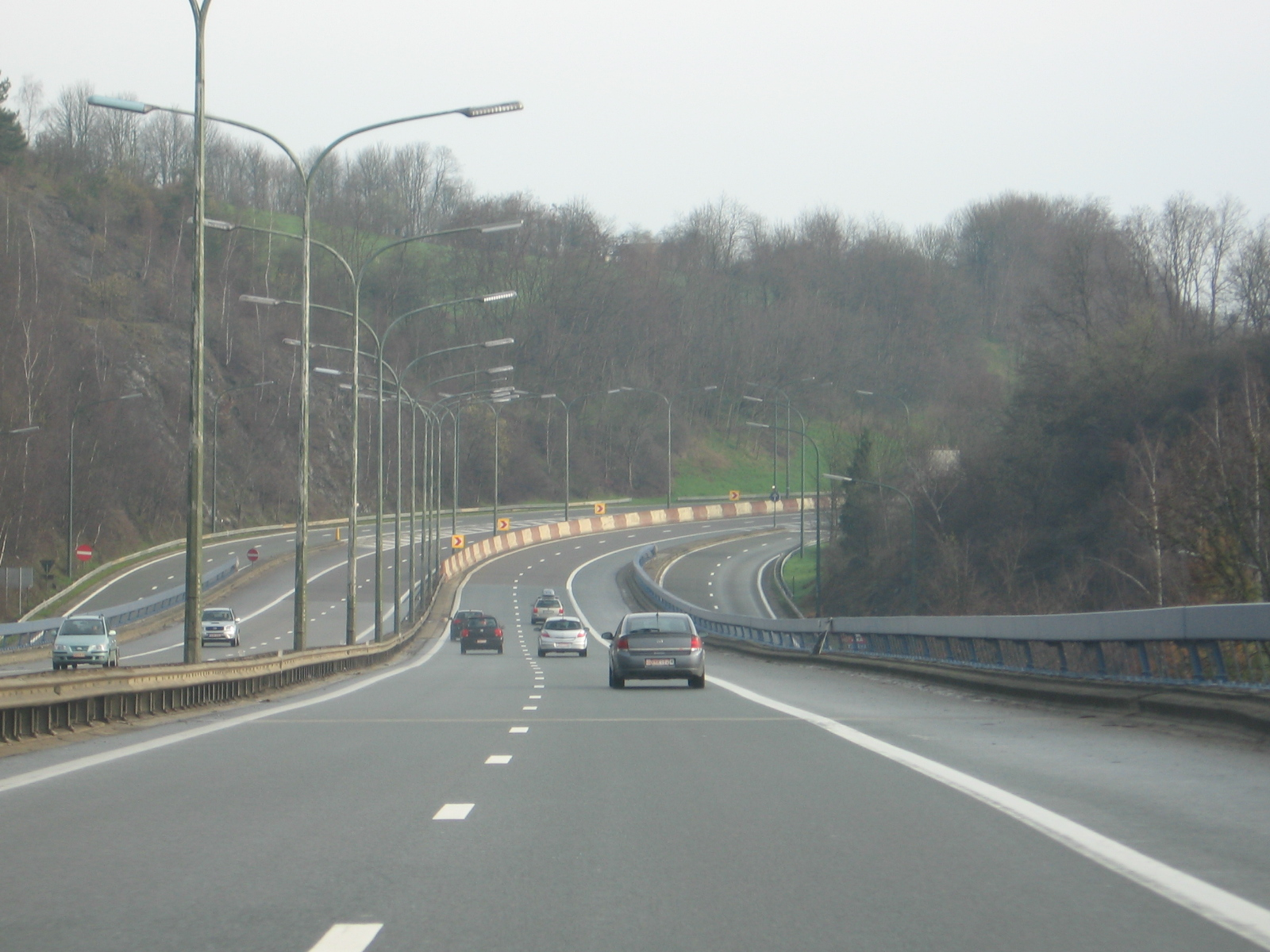
Е42 на схід від Льєжа
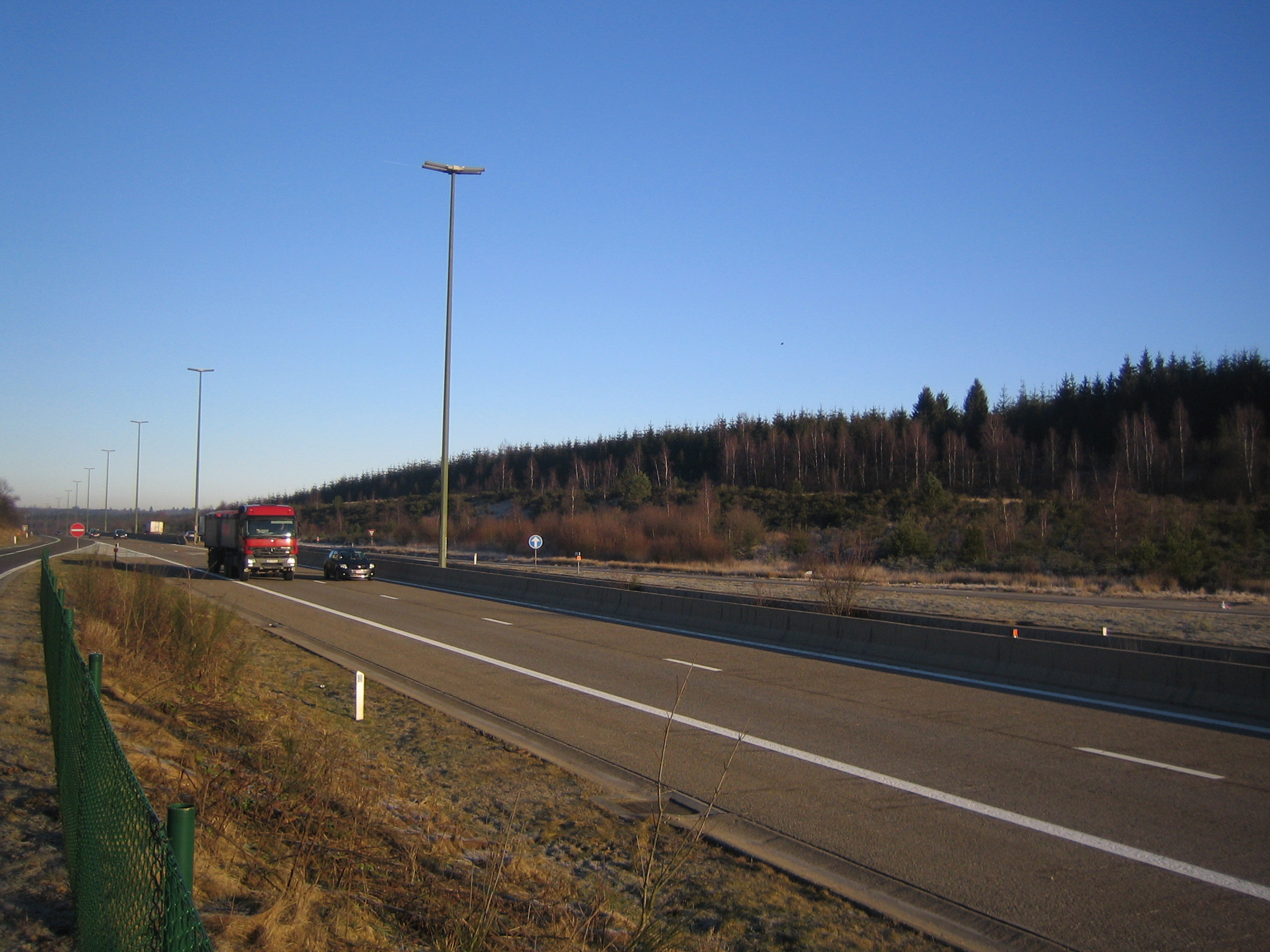
Е42 в  Бельгії
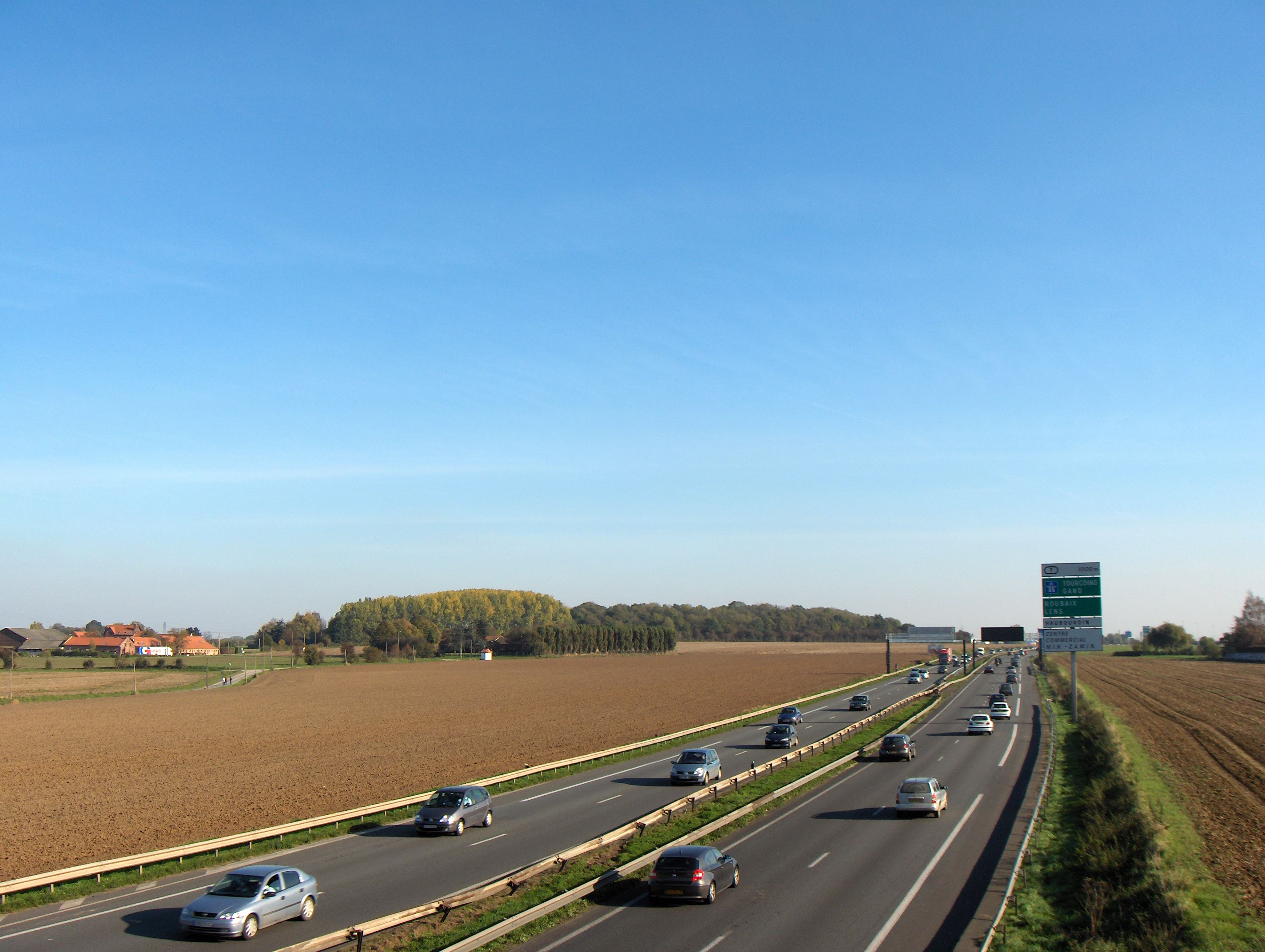
Е42 у  Франції
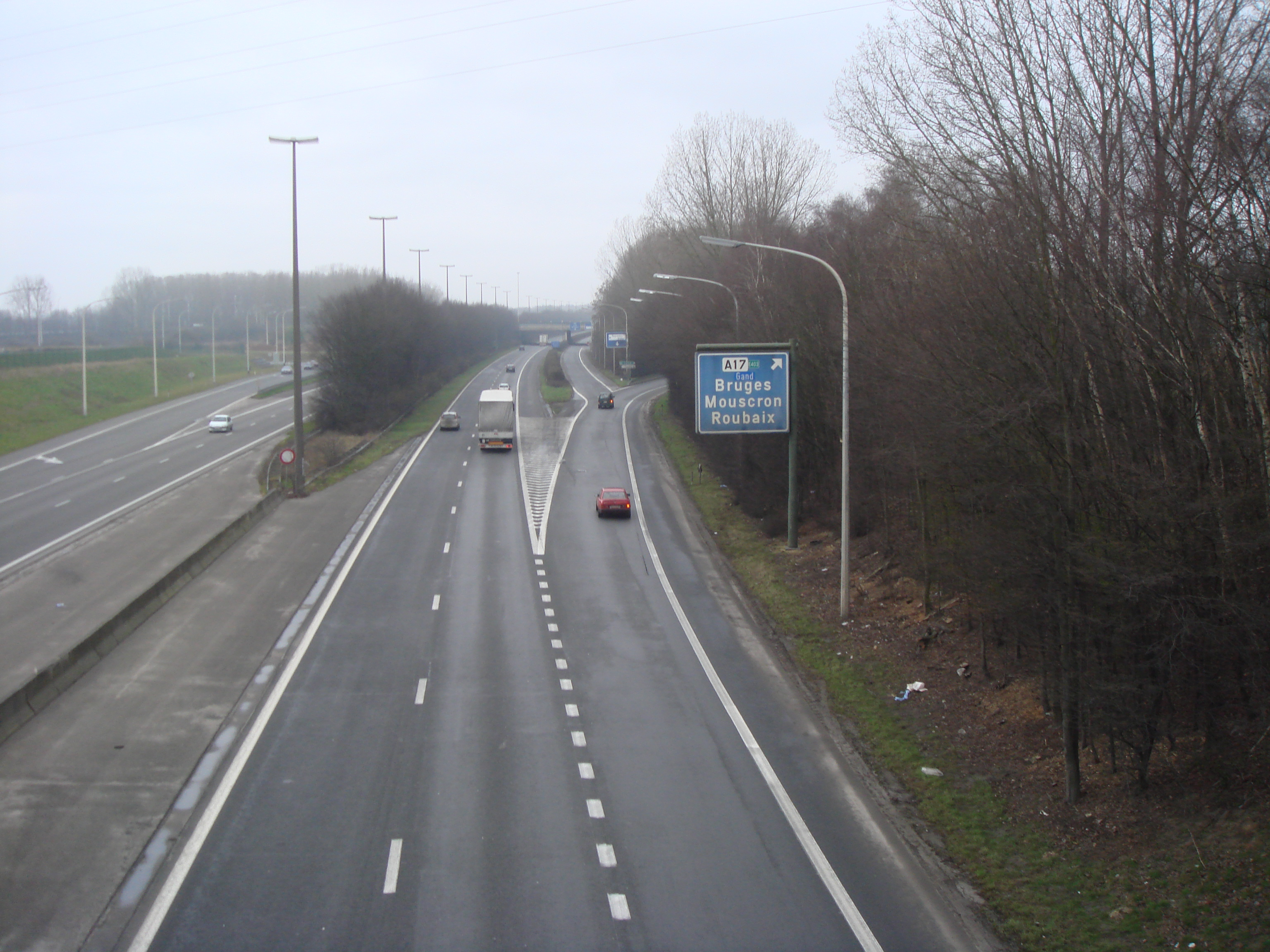
Е42 в  Бельгії
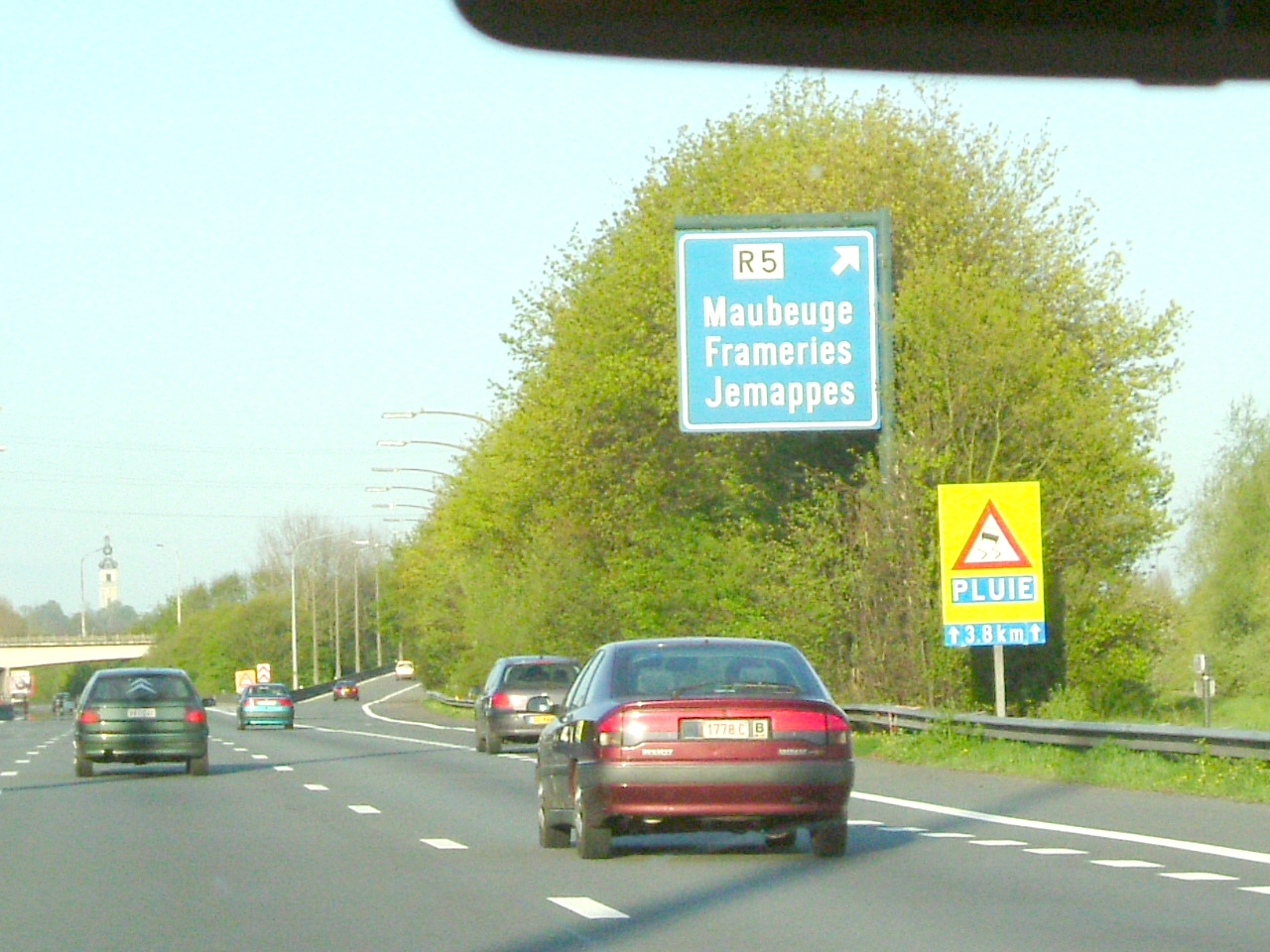
Е42 в Монсі
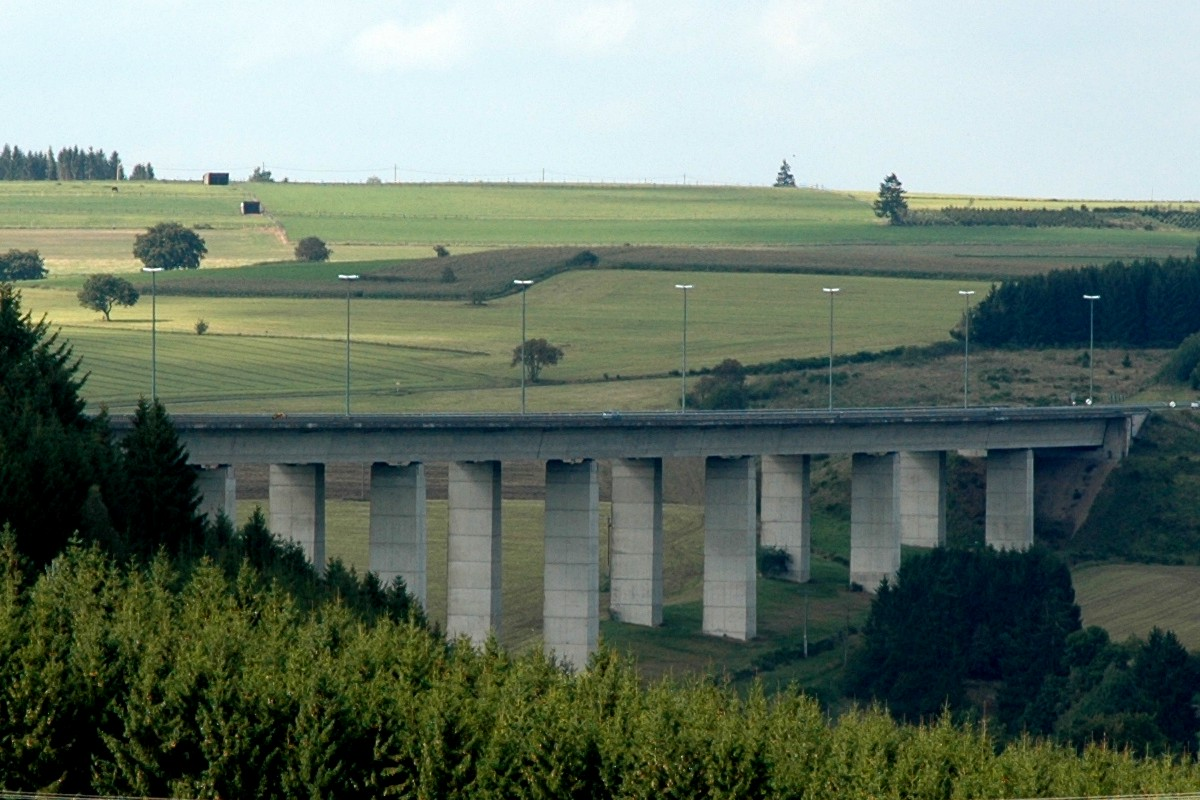
Е42 на бельгійсько-німецькому кордоні
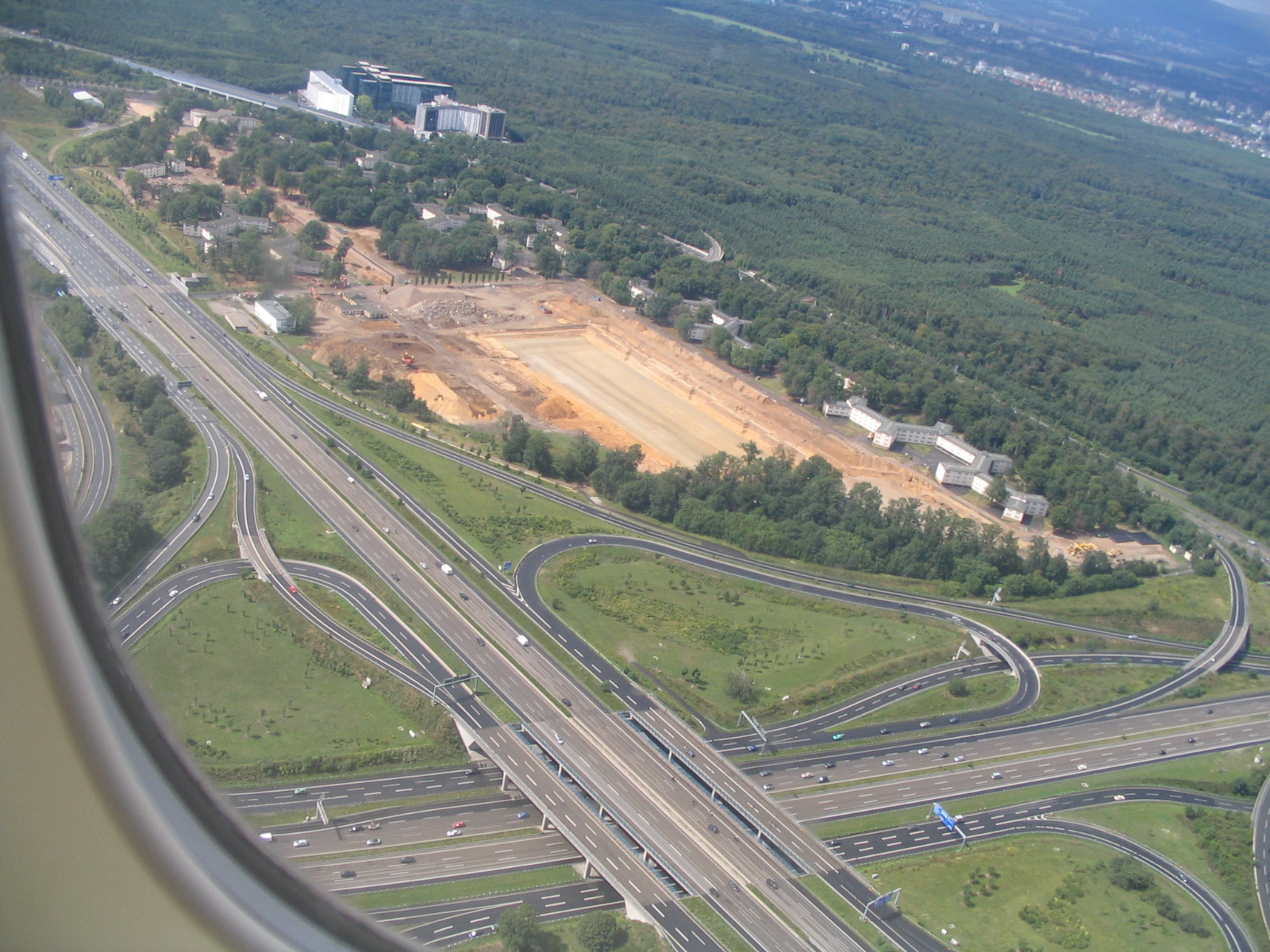
Вид на Е42 з літака
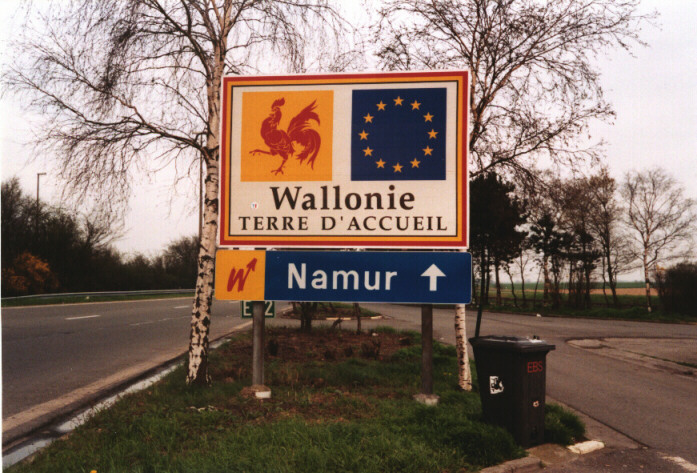
Дорожній знак на кордоні  Валлонії, Бельгія